# Dekanat Hünfeld-Geisa
Das Dekanat Hünfeld-Geisa ist eines von zehn Dekanaten im römisch-katholischen Bistum Fulda. Es umfasst den ehemaligen Landkreis Hünfeld in Osthessen und das Geisaer Land in Thüringen. Es grenzt im Osten an das Bistum Erfurt, im Süden an das Dekanat Rhön und das Bistum Würzburg, im Westen an das Dekanat Fulda sowie das Bistum Mainz und im Norden an das Dekanat Eschwege-Bad Hersfeld.
Die Dechantenstelle ist derzeit unbesetzt. Stellvertretender Dechant ist Pastor Jürgen Kämpf, Pfarrer in Schleid.

## Geschichte
Mit der Dekanatsreform zum 1. April 2007 wurde das Dekanat Hünfeld-Geisa als eines von zehn Dekanaten des Bistums Fulda neu errichtet. Es entstand aus den namensgebenden bisherigen Dekanaten Hünfeld und Geisa.

## Gliederung
Das Dekanat Hünfeld-Geisa gliedert sich in die folgenden drei Pastoralverbünde:
| Pastoralverbünde                                | zugehörige Pfarreien und Kuratien mit Filialen |
| ----------------------------------------------- | --- |
| Hessisches Kegelspiel zu den Hll. 14 Nothelfern | - St. Franziskus Xaver (Arzell) mit den Filialen St. Elisabeth (Buchenau), Unbefleckte Empfängnis Mariens (Dittlofrod) und Kreuzerhöhung (Körnbach) - Pauli Bekehrung (Wölf) - St. Georg (Eiterfeld) mit den Filialen St. Konrad von Parzham (Betzenrod), Hl. Drei Könige (Leibolz), St. Bartholomäus und St. Vitus (Leimbach), St. Joseph der Arbeiter (Reckrod) und St. Antonius von Padua (Malges) - St. Joseph (Goßentaft) mit den Filialen St. Bernhard (Soisdorf) und St. Laurentius (Treischfeld) - St. Johannes der Täufer und St. Cäcilia (Rasdorf) mit den Filialen St. Anna (Grüsselbach) und Mariae Vermählung (Setzelbach) sowie die Gehilfersbergkapelle zu den Hl. 14 Nothelfern - St. Matthäus (Steinbach) - St. Laurentius (Ufhausen) mit den Filialen Mariae Geburt (Unterufhausen) und St. Sturmius (Mansbach) - St. Johannes der Täufer (Langenschwarz) - Mariae Himmelfahrt (Burghaun) mit den Filialen St. Andreas (Hünhan) und St. Michael (Neukirchen) |
| St. Benedikt Hünfelder Land                     | - Hl. Maria Magdalena, Hünfelder Land mit der Pfarrkirche St. Jakobus (Hünfeld) und den Filialen St. Ulrich (Hünfeld), St. Anna (Rückers), Unbefleckte Empfängnis Mariae (Sargenzell), St. Antonius der Einsiedler (Großenbach), St. Mauritius (Haselstein), St. Peter und Paul (Hofaschenbach), St. Nikolaus (Morles), St. Antonius der Einsiedler (Rimmels), St. Odilia (Silges), St. Georg (Kirchhasel), Mariae Himmelfahrt (Roßbach), St. Johannes der Täufer (Mackenzell), St. Valentinus (Dammersbach), St. Anna (Molzbach), St. Vitus (Nüst), St. Michael (Michelsrombach) und St. Sebastian (Rudolphshan) |
| St. Elisabeth im Ulster-, Felda- und Werratal   | - Hl. Johannes Paul II. mit der Pfarrkirche Maria Schnee (Schleid) sowie den Filialen St. Nikolaus (Geismar), St. Cyriakus (Spahl), St. Georg (Ketten), St. Valentinus (Motzlar), Heiligste Dreifaltigkeit (Kranlucken), Maria Hilf (Gerstengrund), St. Sebastian (Zitters), Mariä Geburt (Buttlar) und St. Georg (Wenigentaft) - St. Familia im Felda- und Werratal mit der Pfarrkirche St. Peter und Paul (Dermbach) sowie den Filialen St. Elisabeth (Vacha), Mariä Himmelfahrt (Zella/Rhön), St. Margarete (Stadtlengsfeld) und St. Josef der Arbeiter (Dorndorf) - St. Peter und Paul (Bermbach) - St. Maria Magdalena (Borsch) - St. Jakobus der Ältere (Bremen) mit der Filiale Maria Hilf (Otzbach) - St. Philippus und Jakobus (Geisa) mit der Filiale St. Ursula (Wiesenfeld) |